# Participações especiais de Open Bar

## Participações Especiais
por ordem dos créditos

### 1º episódio
| Ator             | Personagem  |
| ---------------- | ----------- |
| Luis Melodia     | Tio         |
| Tony Tornado     | Pai         |
| Gillray Coutinho | Dr. Ubiracy |
| Mirian Gritti    | Karine      |
| Morena Cattoni   | Viúva       |

### 2º episódio
| Ator             | Personagem       |
| ---------------- | ---------------- |
| Marcio Machado   | Rubinho          |
| Rodrigo Candelot | Paciente         |
| Pedro Monteiro   | Bigode           |
| Alexandre Braga  | Otávio           |
| Cacau Protásio   | Mulher de Otávio |
| Hugo Leão        | Andrógeno        |

### 3º episódio
| Ator              | Personagem |
| ----------------- | ---------- |
| Marcio Machado    | Rubinho    |
| Juliana Guimarães | Carmem     |
| Gabriela Estevão  | Priscila   |
| Pablo Sanábio     | Defunto    |

### 4º episódio
| Ator           | Personagem       |
| -------------- | ---------------- |
| Marcio Machado | Rubinho          |
| Letícia Novaes | Ana Catarina     |
| Luiz Machado   | Cliente Reclamão |
| Débora Wood    | Gay Caminhoneira |

### 5º episódio
| Ator           | Personagem    |
| -------------- | ------------- |
| Marcio Machado | Rubinho       |
| Pedro Monteiro | Garçon Bigode |
| Jonas França   | Seu Amaury    |
| Edu Krieger    |               |

### 6º episódio
| Ator            | Personagem    |
| --------------- | ------------- |
| Márcio Machado  | Rubinho       |
| Pablo Sanábio   | Ariel         |
| Sophia Reis     | Emília        |
| Daniele Niño    | Rebeca        |
| Alexandre Braga | Lady LaRebeca |
| Hugo Leão       | Natasha       |
| Ivone Hoffmann  | Vó Telminha   |

### 8º episódio
| Ator          | Personagem |
| ------------- | ---------- |
| Sophia Reis   | Emília     |
| Felipe Dylon  | Vicente    |
| Mariana Fusco | Carlinha   |
| Otto Jr       | Deus       |
| Letícia Lima  | Samantha   |

### 9º episódio
| Ator             | Personagem      |
| ---------------- | --------------- |
| Sophia Reis      | Emília          |
| Felipe Dylon     | Vicente         |
| Pedro Monteiro   | Garçon Bigode   |
| Letícia Lima     | Samantha        |
| Jaime Leibovitch | Dono do Odisseu |

### 10º episódio
| Ator            | Personagem       |
| --------------- | ---------------- |
| Márcio Machado  | Rubinho          |
| Raphael Logam   | Marcinho Neurose |
| Saulo Rodrigues | Penido           |
| Xando Graça     | Seu Figueroa     |
| Tony Tornado    | Pai              |

### 11º episódio
| Ator            | Personagem   |
| --------------- | ------------ |
| Luiz Machado    | Paulo        |
| Fernando Caruso | Dante        |
| Marcelo Dourado | Goldel Cello |

### 12º episódio
| Ator             | Personagem |
| ---------------- | ---------- |
| Márcio Machado   | Rubinho    |
| Lorena Comparato | Carmem     |
| Tony Tornado     | Pai        |

### 13º episódio
| Ator             | Personagem |
| ---------------- | ---------- |
| Lorena Comparato | Carmem     |
| Tony Tornado     | Pai        |